# Lutz, Florida
Lutz, Florida (енгл. Lutz) насељено је место без административног статуса у америчкој савезној држави Флорида.

## Демографија
По попису из 2010. године број становника је 19.344, што је 2.263 (13,2%) становника више него 2000. године.
| Група             | 2000.          | 2010.          |
| Белци             | 14.752 (86,4%) | 15.169 (78,4%) |
| Афроамериканци    | 512 (3,0%)     | 930 (4,8%)     |
| Азијати           | 245 (1,4%)     | 480 (2,5%)     |
| Хиспаноамериканци | 1.343 (7,9%)   | 2.468 (12,8%)  |
| Укупно            | 17.081         | 19.344         |